# Bonlier
Bonlier – miejscowość i gmina we Francji, w regionie Hauts-de-France, w departamencie Oise.
Według danych na rok 1990 gminę zamieszkiwało 338 osób, a gęstość zaludnienia wynosiła 76 osób/km² (wśród 2293 gmin Pikardii Bonlier plasuje się na 662. miejscu pod względem liczby ludności, natomiast pod względem powierzchni na miejscu 928.).